# Massoudia griveaudi
Genre
Espèce
Massoudia griveaudi, unique représentant du genre Massoudia, est une espèce de collemboles de la famille des Bourletiellidae.

## Distribution
Cette espèce est endémique de Madagascar.

## Étymologie
Cette espèce est nommée en l'honneur de Paul Griveaud.
Ce genre est nommé en l'honneur de Zaher Massoud.

## Publication originale
- Betsch, 1975 : Études des collemboles de madagascar 3. Un nouveau genre de Bourletiellidae (Symphypleona): Massoudia griveaudi n. g., n. sp. Revue d'écologie et de biologie du sol, vol. 11, no 4, p. 561-567.